# Логунов, Александр Александрович
Александр Александрович Логунов (12 декабря 1960 года - 30 января 2022 года) — российский футбольный тренер.

## Биография
В качестве игрока выступал на позиции вратаря за клуб КФК «Космос» Долгопрудный в 1992 году. После завершения карьеры возглавил эту команду, с которой проработал восемь лет. За это время клуб несколько раз менял свое название («Космос», «Космос-Квест», потом снова «Космос») и прописку (базировался в Долгопрудном, Электростали, а после ухода тренера переехал в Егорьевск). Всего под руководством Логунова подмосковный коллектив провел в профессиональных дивизионах страны 406 матчей (168 побед, 99 ничьих, 139 поражений).
Позднее Логунов тренировал другие подмосковные команды. Последним клубом второго дивизиона для наставника стало «Знамя Труда», в котором он в 2010 году сменил у руля Сергей Бойко. В 2016 году специалист руководил любительским коллективом «Лобня-ЦФКиС», ранее Логунов работал с этой командой на уровне ПФЛ (тогда она носила название «Лобня-Алла»).

## Достижения
- Бронзовый призер Второго дивизиона, зона «Центр» (2): 1999, 2006.